# Vellozia kolbekii
Vellozia kolbekii là một loài thực vật có hoa trong họ Velloziaceae. Loài này được R.J.V.Alves miêu tả khoa học đầu tiên năm 1992.